# 道の駅木曽福島
道の駅木曽福島（みちのえき きそふくしま）は、長野県木曽郡木曽町にある国道19号の道の駅である。

## 主な施設
- 駐車場
  - 普通車：57台
  - 大型車：24台
  - 身障者用：2台
- トイレ
  - 男：8器
  - 女：6器
  - 身障者用：1器
- 公衆電話
- 農産物直売所「木曽市場」
  - ちまきの笹っ子、すんき漬け（冬季）、百草などを提供する。
- 食事処
  - 朝食（7：00 - 10：00）
  - 昼食（11：00 - 15：30）
- 展望デッキ
  - 御嶽山や木曽川がのぞめる。

## 休館日
- 年末年始

## アクセス
- 国道19号 - 登録路線
  - 長野県道20号開田三岳福島線

## 周辺
- 福島宿
- 木曽ダム